# 山本善雄
山本 善雄（やまもと よしお、1898年（明治31年）6月20日 - 1978年（昭和53年）11月28日）は、日本の海軍軍人。最終階級は海軍少将。山形県鶴岡市出身。

## 略歴
旧制山形県立荘内中学校より海軍兵学校第47期入校。山本は海軍大学校甲種課程卒業後は、海軍中央部に在職することが多かったいわゆる赤レンガ組士官であり、太平洋戦争中の軍政の中枢にあった人物である。最後の軍務局長を務めた後、公職追放を経て、海上自衛隊の前身、海上警備隊建設準備委員会（Y委員会）主宰を務めた。

## 年譜
- 1898年（明治31年）6月20日- 山形県西田川郡鶴岡町（現鶴岡市）生
- 1916年（大正5年）8月31日 - 海軍兵学校入校 入校時成績順位151名中第17位
- 1919年（大正8年）10月9日 - 海軍兵学校卒業 卒業時成績順位115名中第17位・海軍少尉候補生・装甲巡洋艦「常磐」乗組
  - 11月30日- 練習艦隊遠洋航海出発 鳥羽~佐世保~基隆~馬公~香港~シンガポール~コロンボ~アデン~ポートサイド~ナポリ~マルセイユ~トゥーロン~ビゼルダ~マルタ~ポートサイド~コロンボ~バタヴィア~マニラ~有明湾方面巡航
- 1920年（大正9年）5月20日 - 帰着
  - 5月31日 - 戦艦「扶桑」乗組
  - 8月1日 - 任 海軍少尉
- 1921年（大正10年）9月26日 - 1等駆逐艦「時津風」乗組
  - 12月1日 - 海軍砲術学校普通科学生
- 1922年（大正11年）4月8日 - 海軍水雷学校普通科学生
  - 7月12日 - 戦艦「陸奥」乗組
  - 12月1日- 任 海軍中尉
- 1923年（大正12年）2月10日 - 1等海防艦「浅間」乗組
  - 8月24日 - 軽巡洋艦「鬼怒」分隊長心得
  - 12月1日- 任 海軍大尉
- 1925年（大正15年）10月5日 - 運送艦「青島」航海長
- 1927年（昭和2年）12月1日- 第2艦隊司令部参謀兼副官
- 1929年（昭和4年）11月1日- 横須賀鎮守府附
  - 11月5日 - 海軍省軍令部出仕
  - 11月30日 - 海軍大学校甲種第29期学生
- 1930年（昭和5年）12月1日- 任 海軍少佐
- 1931年（昭和6年）11月27日- 海軍大学校卒業 卒業時成績順位20名中第2位
  - 12月1日- 潜水母艦「長鯨(Ⅱ)」航海長兼分隊長
- 1932年（昭和7年）5月2日 - 海軍省軍令部出仕
  - 6月1日 - 海軍省副官兼海軍大臣秘書官
- 1934年（昭和9年）9月1日 - 海軍省兼軍令部出仕
  - 11月15日 - 軍事参議官副官
- 1935年（昭和10年）3月1日 - 軍令部出仕
  - 5月15日 - 在イギリス日本大使館附海軍駐在武官府補佐官附
  - 11月15日 - 任 海軍中佐
- 1936年（昭和11年）4月15日 - 在イギリス日本大使館附海軍駐在武官府補佐官兼艦政本部造兵監督官
- 1937年（昭和12年）5月25日 - 帰朝
  - 8月2日 - 横須賀鎮守府附
  - 10月15日 - 海軍省軍務局第1課兼軍令部出仕
  - 11月15日 - 海軍省軍務局第1課アメリカ担当
- 1939年（昭和14年）11月20日 - 支那方面艦隊司令部附
  - 12月25日 - 支那方面艦隊司令部先任参謀 兼 陸軍支那派遣軍参謀
- 1940年（昭和15年）11月15日- 任 海軍大佐
- 1942年（昭和17年）2月5日 - 海軍省軍務局第1課兼軍令部出仕
  - 7月14日 - 海軍省軍務局第1課長
- 1945年（昭和20年）4月25日 - 兼 軍令部第1部第2部員
  - 5月1日 - 任 海軍少将
  - 5月21日 - 兼 軍令部第2部第3課長
  - 5月27日 - 兼 軍令部第2部第4課長
  - 7月10日 - 海軍省兼軍令部出仕
  - 9月1日 - 海軍省軍務局長
  - 11月30日 - 海軍省廃官により予備役編入 充員召集
  - 12月1日 - 第2復員省総務局長
- 1946年（昭和21年）6月15日 - 充員召集解除 復員庁第2復員局総務部長
  - 12月16日 - 兼 資料整理部長
- 1947年（昭和22年）5月27日 - 免 資料整理部長
- 1948年（昭和23年）1月1日 - 依願退職
  - 1月10日 - 運輸省掃海管理部長
  - 5月1日 - 海上保安庁掃海管理部長
- 1949年（昭和24年）3月31日 - 海上保安庁退官
- 1951年（昭和26年）12月1日 - 海上警備隊建設委員会主宰
- 1954年（昭和29年）5月1日 - 住友商事顧問
- 1973年（昭和48年）7月1日 - 住友商事退職
- 1978年（昭和53年）11月28日 - 死去　享年80

## 主要著述物
- 警備隊のしるべ（機関誌水交） 昭和28年・第2号